# Konradów (Lublin)
Pour les articles homonymes, voir Konradów.
Konradów (prononciation : [kɔnˈraduf]) est un village polonais de la gmina d'Urzędów dans le powiat de Kraśnik de la voïvodie de Lublin dans l'est de la Pologne.
Il se situe à environ 11 kilomètres au sud-ouest de Urzędów (siège de la gmina), 19 kilomètres au nord-ouest de Kraśnik (siège du powiat) et 43 kilomètres au sud-ouest de Lublin (capitale de la voïvodie).

## Histoire
De 1975 à 1998, le village est attaché administrativement à l'ancienne Voïvodie de Lublin.

Depuis 1999, il fait partie de la nouvelle voïvodie de Lublin.